# Олімпійський комітет Антигуа і Барбуда
Олімпійська асоціація Антигуа та Барбуди (англ. The Antigua and Barbuda Olympic AssociationThe Antigua and Barbuda Olympic Association) — організація, що представляє Антигуа і Барбуду в міжнародному олімпійському русі. Заснована в 1966, зареєстрована в МОК в 1976. Комітет також представляє острівну державу в Асоціації Ігор Співдружності.
Штаб-квартира розташована в Сент-Джонсі. Є членом Міжнародного олімпійського комітету, Панамериканської спортивної організації та інших міжнародних спортивних організацій. Здійснює діяльність із розвитку спорту на островах Антигуа та Барбуда.